# 4-二甲氨基苯硫酚
4-二甲氨基苯硫酚是一种硫酚类有机化合物，化学式为C8H11NS。它可由硫氰酸(4-二甲氨基苯酯)的还原反应制得。它可以被过氧化氢氧化，生成二(4-二甲氨基苯基)二硫化物。